# Chiesa di San Biagio (Caltana)
La chiesa di San Biagio è la parrocchiale di Caltana, frazione di Santa Maria di Sala, in città metropolitana di Venezia e diocesi di Padova; fa parte del vicariato di Dolo.

## Storia
La prima citazione dell'originaria chiesa di Caltana, costruita probabilmente verso la fine del X secolo, risale al 1077, anno in cui passò sotto la protezione imperiale. Si sa che nel XIII secolo questa chiesa era soggetta alla pieve di Arino. Sembra che, all'inizio, la parrocchia di Caltana fosse molto povera, in quanto i suoi rettori furono fino al XIV secolo scusati dal pagamento delle decime. Nei secoli successivi non viene più citata la chiesa di Caltana, ma, in base ai ritrovamenti, si può stabilire che l'edificio venne ricostruito tra i secoli XVI e XVII. La parrocchiale di Caltana riappare nei documenti solo nel 1780, quando venne sostanzialmente rifatta.